# Tia Hellebautová
Tia Hellebautová (* 16. února 1978 Antverpy) je belgická atletka, olympijská vítězka, mistryně Evropy a halová mistryně Evropy ve skoku do výšky. Je také halovou mistryní světa v pětiboji (60 m přek., skok do výšky, vrh koulí, skok daleký, běh na 800 metrů).

## Kariéra
Její specializací v začátcích kariéry byl především atletický víceboj. První výrazný úspěch zaznamenala v roce 1999 na ME do 23 let ve švédském Göteborgu, kde dokončila sedmiboj výkonem 5 548 bodů na 6. místě. Od bronzové medaile, kterou získala Litevka Austra Skujytė ji však dělilo více než 500 bodů. O dva roky později skončila na světovém šampionátu v Edmontonu na 14. místě. Šestitisícovou hranici v sedmiboji poprvé překonala v červnu roku 2003 na vícebojařském mítinku v rakouském Götzisu (6 019 bodů).
V roce 2004 se umístila na halovém MS v Budapešti v pětiboji na 5. místě, když nasbírala 4 526 bodů. K medaili ji nepomohlo ani vítězství ve druhé (výška) a páté (800 m) disciplíně. Největší ztrátu zaznamenala ve vrhu koulí, kde výkonem 12,39 m obsadila poslední místo. V tomto roce se začíná více specializovat na skok vysoký. Na letních olympijských hrách v Athénách překonala v kvalifikaci napoprvé 195 cm a postoupila do finále. V něm však zdolala jen základní výšku 185 cm a skončila na posledním, 12. místě. Na Mistrovství světa v atletice 2005 v Helsinkách a na halovém MS 2006 v Moskvě končí na šestých místech.

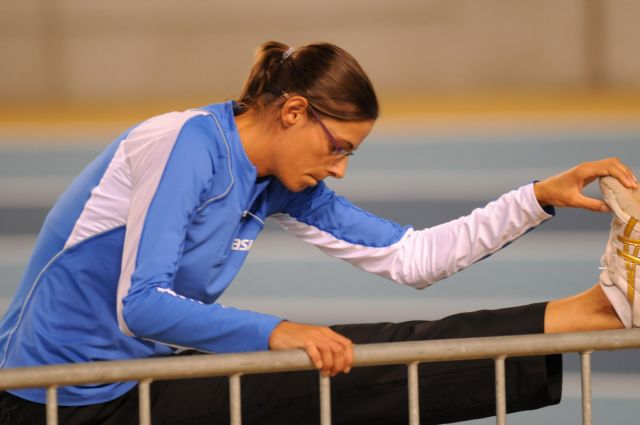
Hellebautová během rozcvičování (2008)

### Evropské tituly
8. července 2006 v Paříži poprvé v kariéře překonává dvoumetrovou hranici (200 cm). Tuto výšku skočila i 14. července na mítinku Zlaté ligy v Římě. V srpnu se na evropském šampionátu v Göteborgu stává mistryní Evropy, když vítězí v osobním rekordu 203 cm, čímž zároveň vytváří nový rekord šampionátu. Stejnou výšku, avšak napodruhé překonala také Bulharka Venelina Venevová a brala stříbro. Bronz vybojovala Kajsa Bergqvistová ze Švédska. Sezónu Hellebautová završila prvním místem na berlínském mítinku ISTAF, kde počtvrté v sezóně překonala dva metry.
Úspěšně vstoupila rovněž do halové sezóny roku 2007, když 27. ledna v Bruselu překonává opět rovné dva metry. V březnu se stává v Birminghamu halovou mistryní Evropy, když ve finále výšky jako jediná zdolává dvoumetrovou hranici a výkonem 205 cm si vytváří osobní rekord a nový rekord šampionátu. Zbylé medaile získaly výškařky, které skočily 196 cm. Stříbro Italka Antonietta Di Martinová a bronz po diskvalifikaci Bulharky Venevové Ruth Beitiaová ze Španělska. V letní sezóně končí čtrnáctá na světovém šampionátu v Ósace, když ve finále nezdolala 194 cm.

### Sezóna 2008
V halové sezóně roku 2008 se vrátila k víceboji. Již o rok dříve si vytvořila v Gentu výkonem 4 877 bodů nový osobní rekord v pětiboji. Ten dodnes patří k nejlepším výkonům celé historie. Více bodů nasbíraly jen Kelly Sothertonová (4 927), Jessica Ennisová (4 937), Carolina Klüftová (4 948) a Irina Bělovová (4 991). Na halovém MS 2008 ve Valencii poté zaostala za svým maximem o pouhých 10 bodů a vybojovala zlatou medaili. Soupeřkám unikla především ve výšce, kde skočila 199 cm, čímž získala 1 224 bodů.
Jeden z největších úspěchů své kariéry zaznamenala na letních olympijských hrách v Pekingu, kde ve finále porazila chorvatskou výškařku Blanku Vlašičovou a stala se olympijskou vítězkou. Rozhodovalo se na výšce 205 cm, kterou Hellebautová překonala prvním pokusem, zatímco Vlašičová až napodruhé.

### Návrat
Po první mateřské pauze se vrátila k atletice v letní sezóně roku 2010. Na ME v atletice v Barceloně se umístila výkonem 197 cm na 5. místě. Druhý návrat do výškařských sektorů absolvovala 29. ledna 2012 na halovém mítinku v Antverpách, kde skončila na druhém místě (195 cm). Na halovém světovém šampionátu v Istanbulu ji od medaile dělila jedna chyba, kterou zaznamenala na výšce 188 cm. Ostatní výšky, včetně 195 cm zdolala napoprvé, avšak vinou horšího technického zápisu obsadila konečné 5. místo. O stříbro se podělily hned tři výškařky Anna Čičerovová, Ebba Jungmarková a Antonietta Di Martinová.
Jedním z důvodů druhého návratu byly Letní olympijské hry 2012 v Londýně, kde chtěla obhajovat titul z předešlých her. To se ji nakonec nepodařilo, když v olympijském finále bylo nad její síly překonání rovných dvou metrů a v konečném součtu obsadila výkonem 197 cm 5. místo.

### Úspěchy
| Rok  | Závod                              | Místo                      | Umístění | Výkon     |
| ---- | ---------------------------------- | -------------------------- | -------- | --------- |
| 1995 | EOFM                               | Bath, Spojené království   | 9.       | 1,75 m    |
| 1997 | Mistrovství Evropy juniorů         | Lublaň, Slovinsko          | 11.      | 5 157 (S) |
| 1999 | Mistrovství Evropy do 23 let 1999  | Göteborg, Švédsko          | 6.       | 5 548 (S) |
| 2000 | Halové ME v atletice 2000          | Gent, Belgie               | DNF      | - (P)     |
| 2001 | Mistrovství světa v atletice 2001  | Edmonton, Kanada           | 14.      | 5 680 (S) |
| 2003 | Mistrovství světa v atletice 2003  | Paříž, Francie             | DNF      | 3 414 (S) |
| 2004 | Halové MS v atletice 2004          | Budapešť, Maďarsko         | 5.       | 4 526 (P) |
| 2004 | Letní olympijské hry 2004          | Athény, Řecko              | 12.      | 1,85 m    |
| 2005 | Evropský pohár v atletice          | Leiria, Portugalsko        | 2.       | 1,89 m    |
| 2005 | Mistrovství světa v atletice 2005  | Helsinky, Finsko           | 6.       | 1,93 m    |
| 2006 | Halové MS v atletice 2006          | Moskva, Rusko              | 6.       | 1,96 m    |
| 2006 | Evropský pohár v atletice          | Praha, Česko               | 1.       | 1,96 m    |
| 2006 | Mistrovství Evropy v atletice 2006 | Göteborg, Švédsko          | 1.       | 2,03 m    |
| 2006 | Světové atletické finále           | Stuttgart, Německo         | 2.       | 1,98 m    |
| 2006 | Světový pohár                      | Athény, Řecko              | 2.       | 1,97 m    |
| 2007 | Halové ME v atletice 2007          | Birmingham, Anglie         | 1.       | 2,05 m    |
| 2007 | Mistrovství světa v atletice 2007  | Ósaka, Japonsko            | 14.      | 1,90 m    |
| 2008 | Halové MS v atletice 2008          | Valencie, Španělsko        | 1.       | 4 867 (P) |
| 2008 | Letní olympijské hry 2008          | Peking, Čína               | 1.       | 2,05 m    |
| 2008 | Světové atletické finále           | Stuttgart, Německo         | 3.       | 1,97 m    |
| 2010 | Mistrovství Evropy v atletice 2010 | Barcelona, Španělsko       | 5.       | 1,97 m    |
| 2012 | Halové MS v atletice 2012          | Istanbul, Turecko          | 5.       | 1,95 m    |
| 2012 | Letní olympijské hry 2012          | Londýn, Spojené království | 5.       | 1,97 m    |

Vysvětlivky: (S) – sedmiboj, (P) – pětiboj, DNF – nedokončený závod

### Osobní rekordy
Patří mezi devět výškařek celé historie, které mají skočeno v hale i pod širým nebem 205 cm a více. Totéž dále dokázaly Bulharka Stefka Kostadinovová, Němky Heike Henkelová a Ariane Friedrichová, Švédka Kajsa Bergqvistová, Chorvatka Blanka Vlašičová, Rusky Anna Čičerovová a Marija Lasickeneová a Ukrajinka Jaroslava Mahučichová. 
Dvoumetrovou hranici a vyšší zdolala celkově devětkrát.
- hala – 205 cm – 3. března 2007, Birmingham
- venku – 205 cm – 23. srpna 2008, Peking

## Osobní život
5. prosince 2008 oznámila, že je těhotná a ukončila tak svoji profesionální atletickou kariéru. Ve své další práci se měla věnovat sportovní a marketingové společnosti. Dne 9. června 2009 se ji narodila dcera, kterou pojmenovala jménem Lotte. Jejím otcem je Wim Vandeven, její dosavadní trenér a životní partner. 16. února 2010 oznámila návrat k atletice. Na konci roku 2010 znovu ukončila kariéru poté, co očekávala narození druhého potomka. V únoru roku 2011 porodila druhou dceru, Saartje.